# Äußere Rosenheimer Straße 21

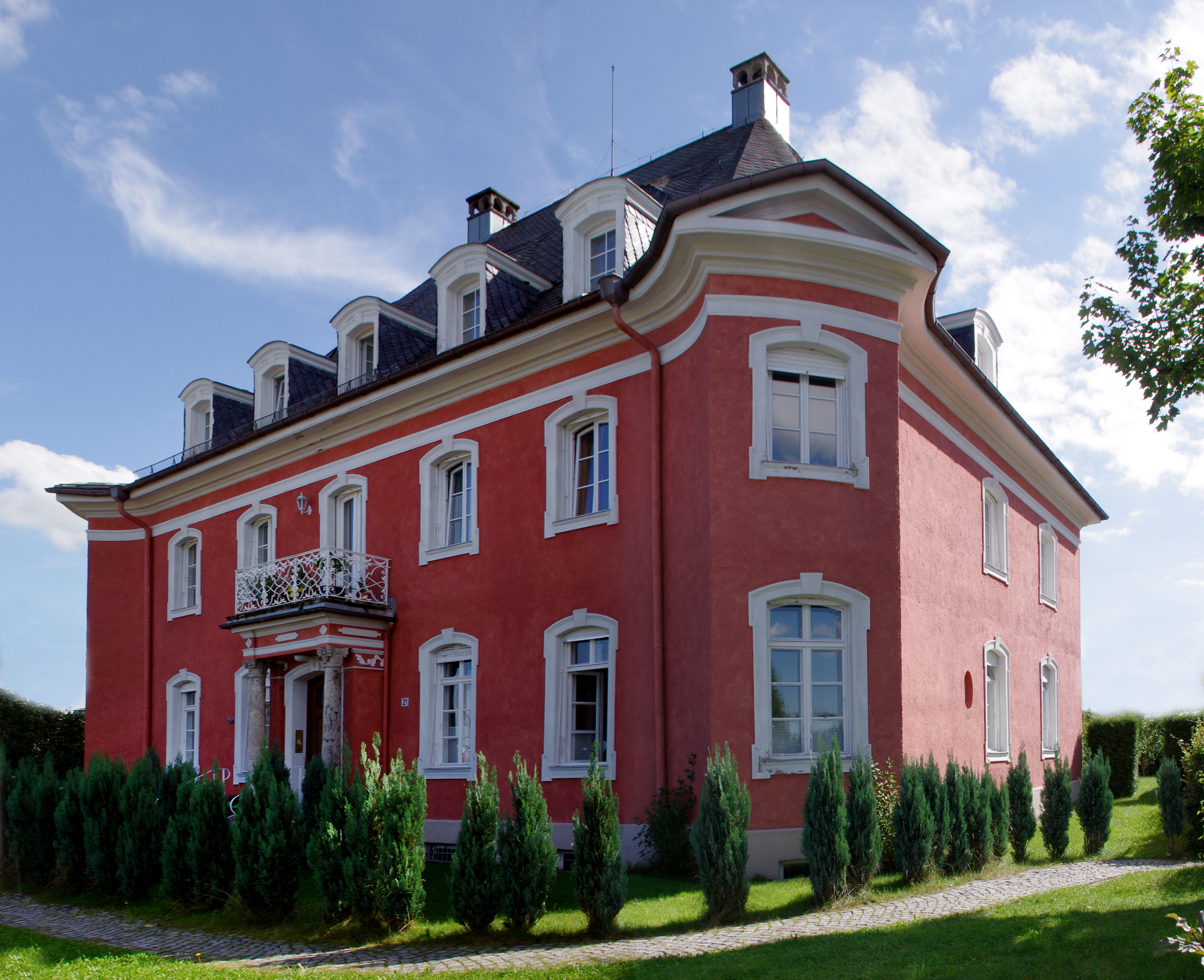
Villa Äußere Rosenheimer Straße 21 in Traunstein

Das Gebäude Äußere Rosenheimer Straße 21 in Traunstein, der Kreisstadt des oberbayerischen Landkreises Traunstein, wurde 1923/24 errichtet. Die Villa ist ein geschütztes Baudenkmal.

## Geschichte
Der repräsentative Bau wurde von dem Architekten Carl Jäger (1868–1961) aus München errichtet. Bauherr war der Holzhändler Simon Aicher. In das Gesamtkonzept der Villa wurde auch der in neubarocken Formen angelegte Garten einbezogen. 
Der neue Besitzer unterteilte das Grundstück zur Neubebauung und ließ die Villa 2003/04 umbauen. Heute befinden sich Büroräume und sechs Wohnungen in der ehemaligen Villa.

## Architektur
Der barockisierende Walmdachbau mit schräg gestellten Eckrisaliten und Dachgauben an der Straßenseite besitzt ein Säulenportal. An der Gartenseite ist eine Rotunde angebaut. Die repräsentative Treppenanlage wurde beim Umbau entfernt. 